# James Morris Blaut
James Morris Blaut (Nova York, 20 de outubro de 1927 - Chicago,  11 de novembro de 2000) foi um geógrafo marxista estadunidense.
Blaut estudou na Universidade de Chicago, na New School, no Imperial College of Tropical Agriculture de Trinidad e na  Louisiana State University. Obteve seu PhD em 1958.
Foi professor de geografia na Universidade de Illinois em Chicago. Era especializado em geografia histórica e política do colonialismo europeu. 
Seus estudos se concentraram na microgeografia da agricultura, ecologia cultural, teoria do nacionalismo, filosofia da ciência, historiografia e nas relações entre o Primeiro e o Terceiro Mundo. Blaut é conhecido como um dos mais notáveis críticos do eurocentrismo. Em seu livro Eight Eurocentric Historians ('Oito historiadores eurocêntricos'),  critica severamente  Max Weber, Lynn White Jr., Robert Brenner, Eric L. Jones, Michael Mann, John A. Hall, Jared Diamond e David Landes.

## Obras publicadas
- 1987 – The National Question (London: Zed Books)
- 1989 – The Invention of Progress: The Victorians and the Past (Oxford: Basil Blackwell)
- 1992 – Fourteen Ninety-Two: The Debate on Colonialism, Eurocentrism and History (with contributions by S. Amin, R. Dodgshon, A. G. Frank, and R. Palan; Trenton, NJ: AfricaWorld Press)
- 1993 – The Colonizer’s Model of the World: Geographical Diffusionism and Eurocentric History (NY: Guilford Press)
- 2000 – Eight Eurocentric Historians (NY: Guilford Press)